# Luxiaria postvittata
Luxiaria postvittata là một loài bướm đêm trong họ Geometridae.